# Musée Denon
 (septembre 2020).
Si vous disposez d'ouvrages ou d'articles de référence ou si vous connaissez des sites web de qualité traitant du thème abordé ici, merci de compléter l'article en donnant les références utiles à sa vérifiabilité et en les liant à la section « Notes et références ».
Ne doit pas être confondu avec Hôtel Denon.
Le musée Denon est un musée d'art municipal français inauguré en 1866, situé à Chalon-sur-Saône en Saône-et-Loire.
Le musée porte ce nom en hommage à Dominique Vivant Denon, dessinateur, graveur, écrivain, diplomate et administrateur français, considéré comme un grand précurseur de la muséologie, de l'histoire de l'art et de l'égyptologie.
Deux grandes sections composent le musée Denon : la section beaux-arts conserve environ 10 000 objets où peintures, dessins, gravures, sculptures sont majoritaires. Elle offre, outre un cabinet d'arts graphiques largement consacré à Denon, de remarquables peintures françaises, italiennes, flamandes et hollandaises du XVIe au XIXe siècle. Les collections archéologiques illustrent la présence de l’homme dans la région chalonnaise depuis une centaine de milliers d’années.
Depuis le 5 janvier 2004, le musée Denon est inscrit aux monuments historiques.

## Historique

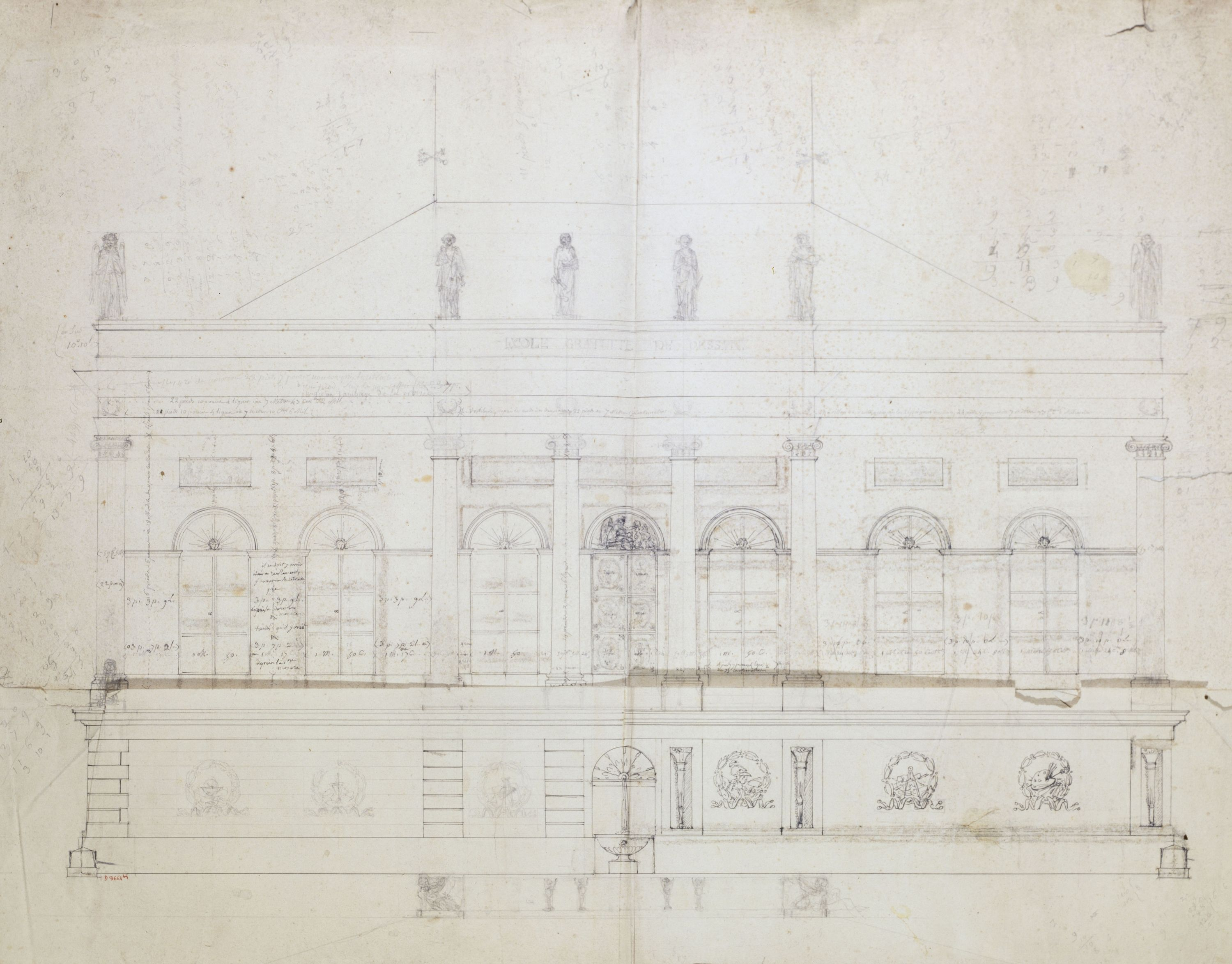
Jacques-François Carbillet, Projet de façade pour une école gratuite de dessin, élévation d'une variante pour le soubassement de la façade principale, Paris, musée Carnavalet.

Le bâtiment du musée est d'abord une école de dessin gratuite fondée par Jacques-François Carbillet. Cette école est destinée à former des artisans et des ouvriers. Le bâtiment est élevé en 1820 par Mercadier, d'après les dessins de Jacques-François Carbillet, dans un goût néo-classique.
Le musée est inauguré en 1866 avec deux sections, celle de l’histoire et des beaux-arts et celle des sciences naturelles. Il fonctionne sous le contrôle de deux sociétés savantes : la Société d’histoire et d’archéologie et la Société de sciences naturelles. L’objectif est de faire du musée un outil d’instruction publique et de développement du sentiment local. Le musée de la ville de Chalon-sur-Saône prend le nom de Vivant Denon tout à la fin du XIXe siècle sous l’impulsion de son troisième conservateur afin de se placer sous l’égide d’un homme illustre, inventeur du musée moderne. Les deux sections du musée Denon sont devenues depuis leur fondation, la section beaux-arts et ethnographie et la section archéologie. La spécificité des derniers développements des collections archéologiques, repose sur l’origine locale des objets, la méthode novatrice de fouilles (subaquatiques en rivière) complétée par la collecte d’objets ethnographiques dans la perspective de fonder une archéologie comparée des modes de vie liés à la rivière.

## Collections

### Les collections des beaux-arts
La personnalité de Vivant Denon, amateur professionnel et homme des Lumières, auquel le musée est consacré, permet d’appréhender le contexte intellectuel et culturel qui a produit l’organisation du musée moderne. Les collections historiques, comme les acquisitions récentes illustrent la vie et l’œuvre de Vivant Denon, une histoire de la reproduction de l’image avant l’invention de la photographie, et une rare collection de bois gravés contribue à définir les liens entre culture populaire et culture savante. Les collections beaux-arts couvrent le champ de la création artistique du XVIe au XIXe siècle et comprennent des peintures importantes de l’École napolitaine des XVIIe et XVIIIe siècles (Luca Giordano, Corrado Giaquinto).

### Les collections archéologiques
La Saône a livré une partie importante des collections archéologiques conservées au musée Denon. Elle a toujours eu une grande influence sur la vie de ses riverains et constitue encore actuellement un lieu de conservation pour de nombreux sites archéologiques.
La préhistoire est très bien représentée : une importante série d'outils taillés en silex illustrent la présence et les activités de l'homme depuis une centaine de milliers d'années. Mais une attention toute particulière doit être portée à la douzaine de feuilles de laurier en silex. Découverts à Volgu,,, en 1873, ces objets sont considérés par les spécialistes comme les plus belles réalisations actuellement connues dans le domaine de la taille du silex. Les trouvailles effectuées dans le lit de la Saône, datant des âges du bronze et du fer, démontrent par leur abondance comme par leur qualité, l'importance des activités artisanales, commerciales et culturelles qui se sont développées dans la vallée.
Enfin, les Gallo-Romains ont également laissé de nombreux témoignages de leur activité comprenant un domaine nouveau : l'architecture de pierre. Les collections lapidaires sont riches de stèles funéraires et de sculptures, qui dénotent la persistance d'un art local, une des pièces les plus spectaculaires du musée est sans doute le célèbre groupe représentant un gladiateur barbare terrassé par un lion.